# Kamień (gromada w powiecie opolsko-lubelskim)
Kamień – dawna gromada, czyli najmniejsza jednostka podziału terytorialnego Polskiej Rzeczypospolitej Ludowej w latach 1954–1972.
Gromady, z gromadzkimi radami narodowymi (GRN) jako organami władzy najniższego stopnia na wsi, funkcjonowały od reformy reorganizującej administrację wiejską przeprowadzonej jesienią 1954 do momentu ich zniesienia z dniem 1 stycznia 1973, tym samym wypierając organizację gminną w latach 1954–1972.
Gromadę Kamień z siedzibą GRN w Kamieniu utworzono – jako jedną z 8759 gromad na obszarze Polski – w powiecie puławskim w woj. lubelskim na mocy uchwały nr 14 WRN w Lublinie z dnia 5 października 1954. W skład jednostki weszły obszary dotychczasowych gromad Kamień, Piotrawin i Kopanina Kamieńska ze zniesionej gminy Kamień w powiecie puławskim w woj. lubelskim; ponadto obszar dotychczasowej gromady Kępa Solecka ze zniesionej gminy Solec oraz obszar dotychczasowej gromady Kępa Gostecka ze zniesionej gminy Dziurków – obie w powiecie iłżeckim w woj. kieleckim. 
13 listopada 1954 gromada weszła w skład nowo utworzonego powiatu opolsko-lubelskiego w tymże województwie, gdzie ustalono dla niej 23 członków gromadzkiej rady narodowej.
8 maja 1958 z gromady Kamień wyłączono wsie Kępa Solecka i Kępa Gostecka, włączając je do gromady Solec w powiecie lipskim w woj. kieleckim.
1 stycznia 1960 do gromady Kamień włączono obszar zniesionej gromady Kaliszany w tymże powiecie.
Gromada przetrwała do końca 1972 roku, czyli do kolejnej reformy gminnej.